# Kraljevina Ogrska (1526–1867)
Kraljevina Ogrska (1526-1867) ali Habsburška Ogrska bilo v Svetem rimskem cesarstvu del Habsburške monarhije, ki je leta 1804 postala Avstrijsko cesarstvo. Po bitki pri Mohaču leta 1526 sta v državi vladala dva kronana kralja: Ivan I. Zapolja in Ferdinand I. Habsburški. Celotno ozemlje pod habsburško oblastjo je bilo sprva sporno, ker sta si ga lastila oba kralja. Takšno stanje je trajalo do leta 1570, ko je ogrski kralj Ivan II. Sigismund Zapolja abdiciral s prestola v korist cesarja Maksimilijana II.
V zgodnjih obdobjih kraljevine, ko so v njej vladali habsburški ogrski kralji, je bila kraljevina znana kot "Kraljevina Ogrska"  in "Kraljeva Ogrska". Kraljeva Ogrska je ohranila svoje pravno izročilo. vendar je bila de facto habsburška provinca. Ogrsko plemstvo je prisililo Dunaj, da prizna, da je Ogrska posebna enota habsburških dežel in da bi bilo treba v njej vladati po njenih zakonih. Madžarsko zgodovinopisje v skladu z madžarskimi interesi vključuje v neposredno nadaljevanje srednjeveške Kraljevine Ogrske tudi Transilvanijo.
Po Karlovškem mirovnem sporazumu, sklenjenem po veliki turški vojni leta 1699, je moralo Osmansko cesarstvo odstopiti Habsburžanom skoraj celo Osmansko Ogrsko. Ta ozemlja so bila združena z ozemljem Kraljevine Ogrske. Parlament nove entitete, katerega moč je bila zgolj formalna, je imel sedež  v Pressburgu (zdaj Bratislava, Slovaška).

## Kraljeva Ogrska (1526-1699)
Kraljeva Ogrska (1526–1699) (madžarsko Királyi Magyarország, nemško Königliches Ungarn) je bil naziv dela srednjeveške Kraljevine Ogrske, v katerem so po osmanski zmagi v bitki pri Mohaču in poznejši delitvi države za ogrske  kralje priznavali Habsburžane.
Začasna delitev ozemlja med rivalska vladarja Ivana Zapoljo in Ferdinanda I.  se je zgodila šele leta 1538 po sklenitvi Oradejskega sporazuma, po katerem so Habsburžani dobili severni in zahodni del države  z novo prestolnico Pressburg (Pozsony, zdaj Bratislava). Ivan I. si je zagotovil vzhodni del kraljevine, znane kot Vzhodno Ogrsko kraljestvo. Habsburški monarhi so za osmanske vojne potrebovali gospodarsko moč Ogrske. Med osmanskimi vojnami se je ozemlje nekdanje Kraljevine Ogrske zmanjšalo za približno 70%, a je kljub tem ogromnim teritorialnim in demografskim izgubam  do konca 16. stoletja ostala gospodarsko pomembnejša od Avstrije ali Kraljevine Češke.
Ozemlji sedanje Slovaške in severozahodne Zadonavske sta bila stalni del sporov med Kraljevo Ogrsko in Kneževino Transilvanijo. Osrednji del ogrskega ozemlje je za 150 let pripojilo Osmansko cesarstvo. 
Leta 1570 je rivalski ogrski kralj Ivan Sigismund Zapolja s Speyerskim sporazumom odstopil kot ogrski kralj v korist cesarja Maksimilijana II.
Po letu 1699 se je zraz Kraljeva Ogrska prenehal uporabljati. Habsburški kralji so svojo na novo povečano ozemlje začeli imenovati Kraljevina Ogrska.

### Habsburški kralji
Voljeni kralji Kraljeve ogrske so bili Habsburžani, vplivna dinastija Svetega rimskega cesarstva.
Kraljeva Ogrska je postala del Habsburške monarhije in imela na Dunaju zelo malo vpliva. Habsburški kralj je neposredno upravljal njene finance, vojsko in zunanje zadeve. Meje so varovale cesarske vojaške enote. Habsburžani so se izogibali imenovanji ogrskega palatina, ker so s tem preprečili, da bi imetnik nabral preveč moči. Razen tega je Habsburžane in Ogre delilo tako imenovano osmansko vprašanje: Dunaj je želel z Osmanskim cesarstvom vzdrževati mir, Ogrska pa je želela njihov izgon.  Ko so Ogri prepoznali šibkost svojega položaja, so mnogi postali nasprotniki Habsburžanov. Pritoževali so se nad vladavino tujcev in priznavanjem osmanske suverenosti v Transilvaniji. Kneževina Transilvanija je bila običajno pod osmansko suverenostjo, vendar je v 16. in 17. stoletju  pogosto imela dva vazalna gospodarja – osmanskega sultana in habsburškega kralja. Protestanti, ki so jih v Kraljevi Ogrski stalno preganjali, so imeli protireformacijo za večjo grožnjo kot Osmansko cesarstvo.

### Reformacija
Reformacija se je na Ogrskem hitro širila. Na začetku 17. stoletja skoraj nobena plemiška družina ni ostala katoliška. V Kraljevi Ogrski je do konca 16. stoletja večina prebivalstva postala luteranska.
Nadškof Peter Pázmány je reorganiziral rimskokatoliško cerkev v Kraljevi Ogrski in začel s prepričevanjem in ne ustrahovanjem izvajati protireformacijo.  Reformacija je povzročila razkol med katoliki, ki so se običajno postavili na stran Habsburžanov, in protestanti, ki so razvili močno nacionalno identiteto in postali v avstrijskih očeh uporniki.  Razkol se je razvil tudi med večinoma katoliškimi magnati in večinoma protestantskimi nižjim plemstvom.

## Kraljevina Ogrska v zgodnjem novem veku do leta 1848

### 18. stoletje
Ko se je habsburško ozemlje na Ogrskem začelo povečevati na škodo Osmanskega cesarstva, so ministri Leopolda I. začeli trditi,  da se mora Ogrski vladati kot osvojenemu ozemlju. Na seji parlamenta Kraljeve Ogrske v Pressburgu leta 1687 je cesar obljubil, da bo upošteval vse zakone in privilegije. dedno nasledstvo Habsburžanov je kljub temu ostalo, plemiška pravica do upora pa je bila odpravljena. Leta 1690 je začel Leopold podeljevati dežele, osvojene na osmanski račun.  Protestantski plemiči in vsi drugi Ogri so trdili, da so jim na nepošten način odvzeli posesti in jih dali tujcem. Dunaj je še naprej nadziral zunanje zadeve, obrambo, pristojbine in druge zadeve.
Zatiranje protestantov in zasegi zemlje so Ogre razjezili do te mere, da se je leta 1703 začela osemletna kmečka vstaja proti habsburški vladavini. V Transilvaniji, ki je konec 17. stoletja ponovno postala del Ogrske kot provinca Kneževina Transilvanija s sedežem parlamenta v Gyulafehérváru (zdaj Alba Iulia, Romunija), so se ljudje združili pod katoliškim magnatom Ferencom II. Rákóczijem. Večina Ogrske je kmalu podprla Rákóczija, ogrski parlament pa je izglasoval razveljavitev pravice Habsburžanov do ogrskega prestola. Ko so Habsburžani sklenili mir na Zahodu, se je sreča z vso silo obrnila proti upornikom. Vojna z njimi se je končala leta 1711, ko je grof Karolyi, general ogrske vojske, privolil v Szatmárski mirovni sporazum. Sporazum je vseboval cesarjevo soglasje, da bo obnovil parlament v Pressburgu in zagotovil amnestijo za upornike.
Leopoldov naslednik, kralj Karel III. (vladal 1711-1740) je začel po sprejetju Szatmárskega sporazuma graditi delujoče odnose z Ogrsko.  Ogrski parlament je zaprosil za odobritev Pragmatične sankcije, s katero habsburški monarh na Ogrskem ne bi vladal kot cesar ampak kot kralj, skladno z ogrsko ustavo in zakonodajo. Karel III. je upal, da bo s Pragmatično sankcijo Habsburško cesarstvo ostalo neokrnjeno tudi med vladanjem njegove hčerke in naslednice Marije Terezije. Parlament je leta 1723 odobril Pragmatično sankcijo, s katero se je Ogrska strinjala, da bo postala dedna kraljevina pod Habsburžani, dokler bo dinastija obstajala.  V praksi so Karel in njegovi nasledniki vladali skoraj avtokratsko in imeli v svoji domeni zunanje zadeve, obrambo in finance. Nekaj manj nadzora so imeli nad obdavčevanjem plemstva, ki se ni moglo spremeniti brez njihove odobritve.
Karel je organiziral državo s centralizirano upravo in leta 1715 ustanovil stalno vojsko pod svojo komando, v kateri je bilo izključno neplemiško prebivalstvo. Ta politika je zmanjšala vojaške obveznosti plemstva, ne da bi jim odvzela pravico do neplačevanja davkov. Karel je prepovedal prehajanje v protestantizem in od državnih uslužbencev zahteval, da izpovedujejo katolicizem. Protestantskim študentom je prepovedal študij v tujini.
Marija Terezija (vladala 1741-1780) se je takoj po prihodu na prestol soočila z izzivi pruskega cesarja Friderika II. Leta 1741 se je pojavila pred parlamentom v Pressburgu s svojim novorojenim sinom s prošnjo ogrskemu plemstvu, da jo podpre. Plemstvo jo je podprlo in ji pomagalo utrditi oblast. Kasneje je sprejela ukrepe za okrepitev povezav z ogrskim visokim plemstvom. Ustanovila je posebne šole, da bi na Dunaj privabila ogrsko plemstvo. 
Pod Karlom in Marijo Terezijo je Ogrsko gospodarsko še bolj nazadovala. Vojne on osmanska okupacija so drastično zmanjšali število prebivalcev. Veliki deli južne polovice Ogrske so skoraj povsem opusteli. Ko so zemljiški posestniki dobili nazaj svoje posesti, ja nastalo veliko pomanjkanje kmetijskih delavcev. Habsburžani so zato tja preselili veliko kmetov iz cele Evrope, predvsem Slovake, Srbe, Hrvate in Nemce.  Konec 18. stoletja se je tja preselilo tudi veliko Judov z Dunaja in poljskega dela cesarstva. Ogrsko prebivalstvo se je med letoma 1720 in 1787 več kot potrojilo na 8 milijonov prebivalcev. Ogrov je bilo samo 39 %. Živeli so večinoma v osrednji Ogrski.
V prvi polovici 18. stoletja se je s kmetijstvom ukvarjalo 90% prebivalcev. Posestniki niso uporabljali gnojil, ceste so bile slabe, reke blokirane in skladiščni pogoji slabi, kar je povzročalo velike izgube pridelkov, zlasti žita. Denarno poslovanje je zamenjala blagovna menjava, zato je postalo trgovanje med pridelovalci in mesti zelo skromno. Po letu 1760 so se  v pridelavi  pojavili prvi viški. Število tlačanov se je povečalo. Povečal se je tudi pritisk nanje pritisk nanje, njihov življenjski standard pa je upadel. Lastniki zemljišč so začeli postavljati večje zahteve do novih najemnikov in kršiti obstoječe dogovore. V odgovor je Marija Terezija leta 1767 izdala svoj Urbar, s katerim je zaščitila kmete, tako da jim je vrnila svobodo gibanja in omejila delovne obveznosti. Kljub njenim prizadevanjem in več obdobjem velikega  povpraševanja po žitu, se je stanje še poslabšalo. Med letoma 1767 in 1848 je veliko tlačanov  zapustilo svoja gospodarstva. Postali so predvsem kmetijski delavci brez zemlje, saj je pomanjkanje industrijskega razvoja pomenilo malo možnosti za delo v mestih.
Jožef II. (vladal 1780–1790) je bil dinamičen vladar, na katerega je močno vplivalo razsvetljenstvo. Poskušal je centralizirati nadzor nad cesarstvom in vladati z odloki kot razsvetljen despot. Ob kronanju je odklonil ogrsko prisego, da ne bi bil omejen z ogrsko ustavo. Leta 1781-1782 je objavil Tolerančni patent. Sledila je objava Tolerančnega edikta, s katerim je protestantom in pravoslavnim kristjanom podelil polne državljanske pravice in Judom svobodo bogoslužja. Latinščino je kot uradni jezik cesarstva zamenjala nemščina. Kmetje so dobili pravico, da zapustijo svoje domove, se poročijo in zaposlijo svoje otroke v trgovini. Ogrska, Slavonija, Hrvaška, Vojna krajina in Transilvanija so bile zdrućene pod eno upravo, ki se je imenovala "Dežele krone sv. Štefana". Ko je ogrsko plemstvo ponovno zavrnilo izvzetje iz neplačevanja davkov, je Jožef prepovedal uvoz ogrskega industrijskega blaga v Avstrijo in se začel pripravljati na uvedbo splošnega zemljiškega davka.
Jožefinske reforme so ogorčile ogrske plemiče in duhovščino, kmetje pa so postali nezadovoljni z davki, novačenjem v vojaško službo in zasegom pridelkov. Jožefovo jezikovno reformo so dojemali kot nemško kulturno hegemonijo, na katero so odreagirali z vztrajanjem pri pravici do uporabe lastnega jezika. Posledično je ogrsko nižje plemstvo sprožilo preporod madžarskega jezika in kulture, razcvetel je kult nacionalnega plesa in noše. Nižje plemstvo je podvomilo v zvestobo visokega plemstva, v katerem je bilo manj kot polovica etničnih Ogrov, še tisti pa so postali francosko in nemško govoreči dvorjani. Ogrsko nacionalno prebujanje je pozneje sprožilo narodne preporode tudi med slovaško, romunsko, srbsko in hrvaško manjšino na Ogrskem in v Transilvaniji. Manjšine je razen nemške ogrožala tudi ogrska kulturna hegemonija. Nacionalni preporodi so se kasneje zacveteli v nacionalistična gibanja 19. in 20. stoletja, ki so prispevala k končnemu razpadu cesarstva.
Jožef je kasneje vodil drag vojni pohod proti Osmanskemu cesarstvu, ki  se je končal s polomom in je oslabel njegovo državo. 28. januarja 1790, tri tedne pred smrtjo, je izdal ukaz o razveljavitvi vseh njegovih reform, razen Tolerančnega patenta, kmečkih reform in ukinitve verskih redov.
Jožefov naslednik Leopold II. (vladal 1790–1792) je znova uvedel birokratsko vodenje države, ki je Ogrsko obravnavalo kot ločeno državo pod habsburškim kraljem. Leta 1791 je parlament sprejel Zakon X, ki je poudaril status Ogrske kot neodvisnega kraljestva, ki mu je vladal le kralj, zakonito kronan po ogrskih zakonih. Zakon X je pozneje postal osnova za zahteve madžarskih reformatorjev po lastni državnosti v obdobju od leta 1825 do 1849. Novi zakoni so znova zahtevali odobritev habsburškega kralja in parlamenta, latinski jezik pa je bil obnovljen kot uradni jezik. Kmečke reforme so ostale v veljavi, protestanti pa so pred zakonom ostali enaki. Leopold je umrl marca 1792, ravno takrat, ko se je  francoska revolucija začela izrojevati v vladavino nasilja  in poslala udarne valove skozi evropske vladarske hiše.

### Prva polovica 19. stoletja
Razsvetljeni absolutizem se je na Ogrskem končal pod Leopoldovim naslednikom Francem II.  (vladal 1792–1835), ki je razvil skoraj nenormalen odpor do sprememb in v Ogrsko prinesel desetletja politične stagnacije. Leta 1795 je ogrska policija aretirala Ignáca Martinovicsa in več drugih vodilnih mislecev v državi zaradi načrtovanja jakobinske revolucije za vzpostavitev radikalnega demokratičnega, egalitarnega političnega sistema na Ogrskem. Po aretaciji je  Franc II. sklenil ugasniti vsako iskro reform, ki bi lahko vžgale revolucijo. Usmrtitev domnevnih načrtovalcev revolucije je utišala vse zagovornike reform med plemiči. Približno tri desetletja so bile reformistične ideje omejene samo  na poezijo in filozofijo. Visoko plemstvo se je zbalo, da bi lahko priliv revolucionarnih idej spodbudil ljudsko vstajo, in postalo orodje krone in izkoristilo priložnost za dodatno obremenitev kmetov. 
Leta 1804 je Franc II., zadnji sveti rimski cesar in vladar drugih habsburških dinastičnih dežel, ustanovil Avstrijsko cesarstvo, v katero je bila vključena tudi Ogrska. Sebe je proglasil za prvega avstrijskega cesarja Franca I. in vladal do leta 1835. Stanje v državi je sprva ostalo takšno, kakršno je bilo pred letom 1804. K ogrski ustavi se je pripisal Člen X iz leta 1790 in latinska fraza  "Regnum Independens" (Neodvisno kraljestvo).  V ogrske vladne institucije ni bila vključena nobena nova cesarska institucija.
Na začetku 19. stoletja se je ogrsko kmetijstvo preusmerilo od drobne proizvodnje za lokalni tržišče na obsežno proizvodnjo za širše tržišče. Izboljšanje cest in vodnih poti je znižalo transportne stroške, medtem ko je urbanizacija Avstrije, Češke in Moravske povečala povpraševanje po kmetijskih pridelkih. Povečano povpraševanje po živilih in oblačilih so povzročile tudi napoleonske vojne. Ogrska je postala glavni izvoznik žita in volne. Izkrčile so se nove kmetijske površine in izboljšale metode kmetovanja. Ogrska od razcveta ni imela veliko koristi,  ker je večina dobička šla v žepe magnatov. Slednji dobičkov niso šteli za kapital za naložbe, ampak za sredstvo za razkošno življenje. Njihova pričakovanja so se povečala, zato so posteljnina in srebrna posoda, ki so nekoč veljali za luksuz, postali nuja. Premožni magnati niso imeli veliko težav z uravnavanjem svojih prihodkov  in stroškov, mnogo nižjih plemičev pa se je zbalo za svoj socialni položaj  in se začelo zadolževati za pokrivanje svoje porabe.
Napoleonov poraz je povzročil recesijo. Cene žita so zaradi zmanjšanega povpraševanja padle, dolgovi večine ogrskega nižjega plemstva pa povečali. Revščina je številne manjše plemiče prisilila, da so začeli služiti za svoje preživetje in šolati svoje sinove za državno službo ali poklicno kariero. Zmanjševanje nižjega plemstva se je nadaljevalo kljub temu, da je ogrski  izvoz do leta 1820 presegel raven med napoleonskimi vojnami. Število šolanih nižjih plemičev je preseglo potrebe v državnih službah, zato je množica nezadovoljnih diplomantov ostala brez službe. Pripadniki te nove inteligence  so se hitro vživeli v radikalne politične ideologije iz zahodne Evrope in se organizirali za spremembe v ogrskem političnem sistemu.
Cesar Franc je redko sklical sejo parlamenta, običajno samo takrat, ko je potreboval  ljudi in denar za vojno. Poslušanje pritožb ga ni zanimalo. Gospodarske stiske in nezadovoljstvo manjših plemičev so ga prisilile, da je po štirinajstletnem premoru leta 1825  končno sklical sejo parlamenta. Na seji so bile izražene jasne zahteve po reformah, vključno z zahtevama po manjšem vmešavanju v ogrske notranje zadeve  in širši rabi madžarskega jezika. 
Prva velika osebnost na seji parlamenta leta 1825 je bil grof István Széchenyi, magnat iz ene najmogočnejših ogrskih družin, ki je šokiral parlament s prvim govorom na madžarskem jeziku, ki je bil kdaj izgovorjen. Podprl je predlog za ustanovitev Ogrske akademije za umetnost in znanost in zanjo prispeval svoj letni dohodek. Leta 1831 so razjarjeni plemiči sežgali  Szechenyijevo knjigo Hitel (Kredit), v kateri je trdil, da so plemiški privilegiji moralno neopravičljivi in  gospodarsko škodljivi. Szechenyi je pozval h gospodarski revoluciji in trdil, da so samo magnati sposobni izvesti reforme. Zavzemal se je za močno povezavo s habsburškim cesarstvom in pozval k odpravi neprenosne dediščine in tlačanstva, obdavčenju lastnikov zemljišč, financiranju razvoja s tujim kapitalom, ustanovitvi nacionalne banke in uvedbi plačane delovne sile. Navduševal se je tudi za takšne projekte, kot je gradnja visečega mostu čez Donavo,  ki bi povezoval Budim in Pešto.  Szechenyijeve pobude za reforme niso uspele, ker so bile usmerjene k magnatom,  ki niso bili naklonjeni spremembam, in ker je bil tempo njegovega programa prepočasen, da bi privabil nezadovoljno nižje plemstvo.
Najbolj priljubljeni veliki reformni voditelji Lajos Kossuth je svoje pozive k spremembam naslovil na nižje plemstvo. Kossuth je bil sin nižjega protestantskega plemiča brez zemlje. Z očetom sta se pred selitvijo v Pešto ukvarjala s pravom. V Pešti je objavljal  komentarje dejavnosti parlamenta, zaradi katerih je postal priljubljen pri mladih reformističnih ljudeh. Leta 1836 je bil aretiran zaradi  izdaje. Po izpustitvi leta 1840 se je hitro uveljavil kot urednik liberalnega partijskega časopisa. Kossuth je trdil, da bi le politična in gospodarska ločitev od Avstrije izboljšala položaj Ogrske. Pozval je k širši parlamentarni demokraciji, hitri industrializaciji, splošni obdavčitvi, gospodarski širitvi z izvozom in odpravi privilegijev (enakost pred zakonom) in tlačanstva. Kossuth je bil tudi ogrski domoljub, katerega retorika je izzvala močno ogorčenje ogrskih manjšinskih etničnih skupin. Podporo je pridobil predvsem med manj liberalnimi plemiči, ki so predstavljali opozicijsko manjšino v parlamentu. Reforme so postale uspešnejše po Francovi smrti  leta 1835, ko je zavladal Ferdinand V. (1835–1848). Leta 1844 je bil v parlamentu sprejet zakon, s katerim je madžarščina postala izključni uradni jezik države.
- István Széchenyi, prva velika osebnost reformskega obdobja
- Zastava revolucionarjev (1848–1849)
- Ogrski grb (1849)
- Lajos Kossuth, najbolj priljubljen zagovornik reform

### 1848-1867
Po madžarski revoluciji leta 1848 je cesar Franc Jožef I. preklical ogrsko  ustavo in prevzel absolutno oblast. Državo je razdelil na štiri dele: Ogrsko, Transilvanijo, Hrvaško-Slavonijo in Vojvodino. Dežele so upravljali avstrijski  in češki uradniki, nemščina pa je postala jezik državne uprave in visokega šolstva. Nemadžarske manjšine na Ogrskem so med nemiri dobivale nekaj podpore Avstrije. 
Ogrsko  javno mnenje o odnosih države z Avstrijo se je razhajalo. Nekateri Madžari so upali na popolno ločitev od Avstrije, drugi pa so si želeli poravnavo s Habsburžani, če bi spoštovali ogrsko ustavo in zakone. Glavni zagovornik sprave je postal Ferenc Deák, ki je podprl zakonitost Aprilskih zakonov  in trdil, da njihova sprememba zahteva soglasje madžarskega parlamenta. Menil je tudi, da bi bil razkol s Habsburžani neveljaven. Dokler bo Avstrija vladala kot absolutist, je trdil Deak, se Madžari ne smejo samo pasivno upirati nezakonitim zahtevam.
Prva razpoka v neo-absolutistični vladavini Franca Jožefa se je pojavila leta 1859, ko so sile Sardinije-Piemonta in Francija v bitki pri Solferinu premagale Avstrijo. Poraz je prepričal Franca Jožefa, da je nacionalno in socialno nasprotovanje njegovi vladi premočno, da bi ga lahko upravljal z odloki z Dunaja. Postopoma je spoznal potrebo po koncesijah Ogrski in Avstrija in Ogrska sta se začeli pomikati proti kompromisu.
Leta 1866 so Prusi premagali Avstrijce, kar je še poudarilo šibkost Habsburškega cesarstva. Pogajanja med cesarjem in ogrskimi voditelji so se stopnjevala in končno privedla do kompromisa iz leta 1867, ki je ustvaril Dvojno monarhijo Avstrije in Ogrske, znano kot Avstro-Ogrsko cesarstvo.